# Ishinosuke Uwano
Ishinosuke Uwano, född 1922, död 2013, var en soldat i Japans armé. Han uppmärksammades i medierna i april 2006 då han påträffades levande i Ukraina, där han levt i sex decennier efter andra världskriget. Han hade varit dödförklarad i officiella japanska databaser.